# Тонконіг розсунутий
{{#ifeq:0|0|{{#if:|{{#if:Poaremota|[[]}}|}}}}
Тонконіг розсунутий (Poa remota Forselles) — вид трав'янистих рослин з роду тонконіг (Poa) родини тонконогових (Poaceae).

## Загальна біоморфологічна характеристика
Високий, до 100—120 см злак з довгим повзучим кореневищем, що несе шорсткі, в нижній частині сильно сплюснуті з боків стебла 2-3 мм завтовшки. Листя плоскі, 6-10 мм завширшки, зверху голі, по краях і знизу по жилах з рідкісними короткими щетинистими волосками. Язички верхніх листків 2-3 мм завдовжки. Піхви їх майже доверху, на 2/3 — 3/4 своєї довжини, замкнуті, сплюснуті з боків, з сильно виступаючим кілем, також з рідкісними щетинками по краях. Волоті пухкі, пірамідальні, з тонкими гілочками, густо засаджені дрібними шипиками. Колоски 5-6 мм завдовжки. Колоскові луски з виступаючими жилками, по кілю гостро-шорсткі. Нижня квіткова луска при основі з невеликим пучком зім'ятих волосків, з різко виступаючими жилками, по кілю з дрібними волосками. Пучок довгих звивистих волосків на калусі розвинений слабо.
Число хромосом — 2n = 14.

## Поширення

### Природнийареал
- Азія
  - Кавказ: Азербайджан; Грузія; Російський Федерація — Передкавказзя, Дагестан
  - Сибір: Східний Сибір, Західний Сибір
  - Середня Азія: Казахстан; Киргизстан
- Європа
  - Північна Європа: Данія; Фінляндія; Норвегія; Швеція
  - Середня Європа: Австрія; Чехословаччина; Німеччина; Угорщина; Польща; Швейцарія
  - Східна Європа: Білорусь; Естонія; Латвія; Литва; Російський Федерація — європейська частина; Україна
  - Південно-Східна Європа: Румунія

## Екологія
Росте в березово-темнохвойних лісах з трав'яним покривом, лісових високотрав'ях, на лісових галявинах, в заростях прирічкових чагарників.

## Охорона в природі
- в Росії занесений до Червоних книг: Архангельської, Володимирської, Іркутської, Кемеровської, Курганської, Липецької, Рязанської, Томської, Тульської областей, Республіки Комі, Республіки Татарстан, Красноярського краю;
- в Латвії занесений до Червоної книги Латвійської Республіка;
- в Литві занесений до Червоної книги Литовської Республіка;
- в Україні занесений до Офіційного переліку регіонально рідкісних рослин Закарпатської і Дніпропетровської областей[3].